# Àcid clavulànic
Àcid clavulànic és un fàrmac (antibiòtic β-lactam) que funciona com inhibidor irreversible, quan es combina amb antibiòtics del grup penicil·lina, pot vèncer la resistència als antibiòtics en els bacteris que secretin β-lactamasa, els quals d'altra manera inactiven la majoria de les penicil·lines.
En la seva forma més comuna, la sal de potassi clavulanat de potassi es combina amb:
- amoxicil·lina
- Ticarcil·lina

L'àcid clavulànic és un exemple d'un clavam.
Va ser patentat el 1974.

## Usos
Per al tractament de la pielonefritis durant l'embaràs.